# Peltigerales
De Peltigerales vormen een orde van Lecanoromycetes uit de subklasse van Lecanoromycetidae. Tot deze orde behoren bepaalde soorten korstmossen. Ze hebben diverse thalli. Aan de onderzijde vormen ze rhizinen (bundels van hyfen aan de onderkant van het thallus). De ascosporen zijn meestal gesepteerd, kleurloos of bruin.

## Verspreiding
De Peltigerales komen wereldwijd veel voor. De Lobariaceae zijn geconcentreerd op het zuidelijk halfrond, terwijl de andere families bij voorkeur op het noordelijk halfrond voorkomen. Ze groeien op verschillende ondergronden: mos, steen, aarde, boomschors. Meestal komen ze voor op verse tot vochtige boslocaties.

## Taxonomie
De taxonomische indeling van de Peltigerales is als volgt:
- Suborde: Collematineae
  - Familie: Coccocarpiaceae
  - Familie: Collemataceae
  - Familie: Pannariaceae
  - Familie: Placynthiaceae
- Suborde: Peltigerineae
  - Familie: Koerberiaceae
  - Familie: Lobariaceae
  - Familie: Massalongiaceae
  - Familie: Nephromataceae
  - Familie: Peltigeraceae
  - Familie: Vahliellaceae